# 天船增十
英仙座b，又名BD+49 1150，HD 26961、SAO 24531、HR 1324，是英仙座的一颗恒星，视星等为4.61，位于銀經153.02，銀緯-0.09，其B1900.0坐标为赤經4h 10m 43.2s，赤緯+50° -0.09′ 59″。